# Lijst van voetbalinterlands Brunei - Malediven
Deze lijst van voetbalinterlands is een overzicht van alle officiële voetbalinterlands tussen de nationale teams van Brunei en de Malediven. De landen hebben tot nu toe twee keer tegen elkaar gespeeld. De eerste ontmoeting, een kwalificatiewedstrijd voor de Azië Cup 2004, werd gespeeld in Malé op 21 maart 2003. Het laatste duel, een vriendschappelijke wedstrijd, vond plaats op 21 september 2022 in Bandar Seri Begawan.

## Wedstrijden
| № | Plaats              | Datum             | Competitie                 | Wedstrijd          | Uitslag |
| - | ------------------- | ----------------- | -------------------------- | ------------------ | ------- |
| 1 | Malé                | 21 maart 2003     | Azië Cup 2004 kwalificatie | Malediven − Brunei | 1 − 1   |
| 2 | Bandar Seri Begawan | 21 september 2022 | Vriendschappelijk          | Brunei − Malediven | 0 − 3   |

## Samenvatting
| Competitie            | Totaal gespeeld | Winst Brunei | Gelijk | Winst Malediven | Doelsaldo Brunei – Malediven |
| --------------------- | --------------- | ------------ | ------ | --------------- | ---------------------------- |
| Azië Cup-kwalificatie | 1               | 0            | 1      | 0               | 1 − 1                        |
| Vriendschappelijk     | 1               | 0            | 0      | 1               | 0 − 3                        |
| Totaal                | 2               | 0            | 1      | 1               | 1 − 4                        |

Wedstrijden bepaald door strafschoppen worden, in lijn met de FIFA, als een gelijkspel gerekend.
NFABD
Bermuda ·
Bhutan ·
Cambodja ·
China ·
Filipijnen ·
Hongkong ·
India ·
Indonesië ·
Japan ·
Jemen ·
Laos ·
Macau ·
Malediven ·
Maleisië ·
Mongolië ·
Myanmar ·
Nepal ·
Oost-Timor ·
Pakistan ·
Rusland ·
Singapore ·
Sri Lanka ·
Tadzjikistan ·
Taiwan ·
Thailand ·
Vanuatu ·
Verenigde Arabische Emiraten ·
Zuid-Korea
FAM · A-internationals · Maldivisch vrouwenelftal
1980 - 1989 · 
1990 - 1999 · 
2000 – 2009 · 
2010 – 2019 ·
2020 − 2029
Afghanistan ·
Bahrein ·
Bangladesh ·
Bhutan ·
Brunei ·
Cambodja ·
China ·
Comoren ·
Filipijnen ·
Guam ·
Hongkong ·
India ·
Indonesië ·
Iran ·
Jemen ·
Kirgizië ·
Laos ·
Libanon ·
Maleisië ·
Mauritius ·
Mongolië ·
Myanmar ·
Nepal ·
Oezbekistan ·
Oman ·
Pakistan ·
Palestina ·
Qatar ·
Seychellen ·
Singapore ·
Sri Lanka ·
Syrië ·
Tadzjikistan ·
Thailand ·
Turkmenistan ·
Vietnam ·
Zuid-Korea